# Woutherus Mol
Woutherus Mol (Haarlem, 21 de març de 1785 – 30 d'agost de 1857) fou un pintor i dibuixant holandès del segle xix.

## Biografia
Un cop Woutherus Mol decidí dedicar-se a la vida de pintor, va ser alumne del pintor de Haarlem Hermanus van Brussel. El 1802 es va convertir en membre de la societat de dibuix de Haarlem Tekengenootschap Kunstmin en Vlijt.
Entusiasmar amb el Museu d'Art de París, va obtenir permís dels seus pares per mudar-se a la capital francesa el 1806, seguint les recomanacions del pintor floral Gerard van Spaendonck. Però, des que Mol sentí atracció per la pintura històrica, va rebre classes de Jacques-Louis David i el 1807 el rei Louis Bonaparte li va atorgar el Prix de Rome, cosa que li permetia accedir a una beca com a «Hollandsch Kweekeling» (en català, «alumne holandès») per estudiar i treballar a París. Atès que un dels requisits per rebre aquesta beca era exposar part dels seus treballs, la seva obra de la Sagrada Família va ser exhibida el 1810 a l'exposició d'art d'Amsterdam. A París hi va fer vida de pintor.
Després de la restauració dels Països Baixos, el 1813 va tornar a la seva ciutat natal, Haarlem, on va seguir desenvolupant el seu talent a través de l'estudi dels mestres holandesos. Conegut pels seus interiors i escenes de gènere, el 1818 va tenir èxit amb la seva obra presentada a l'exposició d'art d'Amsterdam titulada La mort del príncep Guillem I, basada en l'únic retrat conegut del príncep al llit de mort fet per Christiaen Jansz van Bieselingen. Aquesta va ser la seva primera obra presentada era realment una obra original i no una còpia de cap altra.
Durant l'exposició, la pintura va esdevenir molt popular i van arribar a oferir 1000 florins neerlandesos per a ella. Aquesta pintura de Woutherus Mol va ser adquirida finalment per la mare del rei per 1800 florins neerlandesos com a regal a la seva nora. Arran principalment a l'èxit de l'esmentada obra, va ser nomenat membre honorífic de l'Acadèmia Reial de Brussel·les (Koninklijke Academie voor Schone Kunsten te Brussel). Tanmateix, va presentar múltiples retrats durant aquesta exposició, cosa que va provocar rumors sobre la seva manca de capacitat de dibuixar retrats, ja que no eren pròpies del tot. El 1826 va ser admès com a membre del Koninklijk Instituut, concretament, com a corresponsal a la quarta classe.
Les seves obres posteriors van ser de qualitat inferior i l'opinió pública es va girar contra ell, encara que els seus amics el van continuar recolzant. Woutherus Mol va tenir un atac de nervis i el 1846 va entrar a la casa de beneficència catòlica Rooms-Katholieke Wees- en armenhuis de Haarlem, on més tard moriria el 1857. Durant la darrera dècada de la seva vida ja no pintava. El Museu Teyler de Haarlem exposa una de les seves obres, titulada Noi dormint.